# Klačevica
Klačevica (cyr. Клачевица) – wieś w Serbii, w okręgu pomorawskim, w gminie Paraćin. W 2011 roku liczyła 542 mieszkańców.